# Breutelia elliptica
Breutelia elliptica är en bladmossart som beskrevs av Robert Earle Magill 1987. Breutelia elliptica ingår i släktet gullhårsmossor, och familjen Bartramiaceae. Inga underarter finns listade i Catalogue of Life.